# 캄푸치아 왕국 (1945년)
캄푸치아 왕국(크메르어: ព្រះរាជាណាចក្រកម្ពុជា, 일본어: カンプチア王国, 프랑스어: Royaume du Kampuchéa)은 제2차 세계 대전 중 일본 제국에 의해 캄보디아에 수립된 괴뢰국으로, 1945년 3월 13일부터 1945년 10월 16일까지 짧게 존속하였다.

## 역사
1945년 3월 9일 제2차 세계대전의 마지막 단계에, 일본은 인도차이나에서 프랑스의 통치를 전복했다. 프랑스 식민 행정관들은 직위에서 해임되었고, 프랑스 군대는 무장해제 명령을 받았다. 일본은 토착 통치자들이 독립을 선언하도록 격려함으로써 도쿄의 전쟁 수행에 대한 지역 주민들의 약화된 지지를 되살리고자 했다. 3월 13일, 젊은 국왕 노로돔 시아누크는 일본의 공식 요청에 따라 독립 왕국 캄푸치아를 선포했다. 그 직후 일본 정부는 명목상 캄보디아의 독립을 비준하고 프놈펜에 영사관을 설립했다. 시아누크의 법령에 따라 이전의 프랑스-캄보디아 조약은 폐지되었고 그는 새로 독립한 국가가 일본과 협력하고 동맹할 것을 맹세했다. 새 정부는 프랑스 식민 정부가 도입했던 크메르어 로마자 표기법을 폐지하고 크메르 문자를 공식적으로 복원했다. 이 조치는 대중의 지지를 얻어 단명한 정부 당국이 무너지고 나서도 지속되었다. 그 이후로 캄보디아의 어떤 정부도 크메르어를 다시 로마자화하려고 시도하지 않았기 때문이다. 다른 변화로는 불교 음력의 복원 등이 있었다.
노로돔 시아누크는 1945년 3월 18일부터 잠시 총리직을 겸임했다. 한편 1942년 반프랑스 시위 이후 일본으로 망명했던 크메르어 신문 나가라 바타(Nagara Vatta)의 배후 인물 중 한 명인 손 응옥 탄(Son Ngoc Thanh)이 1945년 4월에 귀국하여 외무장관을 맡았다. 손 응옥 탄은 일본의 항복 이후 총리직을 이어받아 1945년 10월 프랑스 당국이 복위할 때까지 총리직을 맡았다.
일본의 캄보디아 점령은 1945년 8월 일본의 공식 항복으로 끝났다. 연합군이 캄보디아에 진입한 후, 캄보디아에 주둔했던 일본군은 무장해제당하고 송환되었다. 프랑스는 같은 해 10월 프놈펜에 식민 행정부를 다시 수립했다. 10월 12일, 프랑스 식민 당국은 일본에 협력한 혐의로 손응옥탄을 체포한 후 프랑스로 추방했고, 이후 그는 가택연금 상태로 살았다. 그의 지지자 중 일부는 지하로 숨어들어 태국이 통치하는 캄보디아 북서부로 탈출했고, 그곳에서 독립운동 단체인 크메르 이사락(Khmer Issarak)에 합류했다. 반프랑스적이면서도 정치성향이 다채롭던 이 민족주의 운동은 태국의 지원을 받아 조직되었지만, 나중에 여러 파벌로 분열되었다.

## 같이 보기
- 일본의 캄보디아 점령
- 프랑스령 캄보디아
- 베트남 제국
- 루앙프라방 왕국